# Áreas de Protección Hídrica del Ecuador
En Ecuador, las Áreas de Protección Hídrica (APH) constituyen un instrumento crucial para asegurar la preservación de los recursos acuáticos, vitales tanto para las comunidades locales como para la biodiversidad en general. Estas zonas resguardan cuencas
de agua, bosques y ecosistemas naturales contra actividades de extracción como la minería, garantizando el abastecimiento de agua pura y manteniendo la riqueza biológica y cultural de la nación.
Durante 2019 y 2022,  Naturaleza y Cultura Internacional (NCI), organización no gubernamental,  encabezó una investigación hidrológica a nivel nacional que determinó cerca de 7 millones de hectáreas como esenciales para la salvaguarda del agua. Este trabajo concluyó con la renovación de la guía técnica para la asignación de APHs, definiendo un marco robusto para su ejecución. Hasta 2024, se han establecido 34 APHs que cubren un total de 192.785,23 hectáreas en todo el Ecuador continental.
De estas áreas, 23 se han desarrollado con el respaldo técnico y financiero de NCI, que ha colaborado con el Ministerio de Ambiente, Agua y Transición Ecológica (MAATE) y las comunidades locales. Este trabajo conjunto ha facilitado la identificación y protección de áreas estratégicas para el abastecimiento de agua, incluyendo de manera activa a los habitantes locales en el proceso.
La Constitución del Ecuador apoya este trabajo en su artículo 411, que otorga al Estado la obligación de asegurar la preservación y gestión completa de los recursos acuáticos. Adicionalmente, la Ley Orgánica de Recursos Hídricos, Usos y Aprovechamientos del Agua (LORHUyAA) fomenta la responsabilidad compartida de las comunidades en la salvaguarda de las fuentes de agua.
| Nombre                                   | Extensión (Ha) | Ubicación                      | Ubicación            |
| Nombre                                   | Extensión (Ha) | Provincia                      | Cantón               |
| ---------------------------------------- | -------------- | ------------------------------ | -------------------- |
| APH Ponce Paluguillo                     | 4.260,63       | Pichincha                      | Quito                |
| APH Kayambi                              | 9.920,56       | Pichincha                      | Cayambe              |
| APH Chini - Deleg                        | 2.119,74       | Cañar                          | Déleg                |
| APH Río Pindo Grande                     | 229,49         | Pastaza                        | Mera                 |
| APH Mojandita Curubí                     | 549,73         | Imbabura                       | Otavalo              |
| APH Huambaló - La Moya                   | 158,84         | Tungurahua                     | San Pedro de Pelileo |
| APH Río Garrapata                        | 1.143,02       | Manabí                         | Chone                |
| APH Norte del Ecuador                    | 30.542,72      | Carchi                         | Tulcán               |
| APH Norte del Ecuador                    | 30.542,72      | Carchi                         | San Pedro de Huaca   |
| APH Norte del Ecuador                    | 30.542,72      | Carchi                         | Montúfar             |
| APH Norte del Ecuador                    | 30.542,72      | Carchi                         | Espejo               |
| APH Mojanda                              | 6.097,03       | Pichincha                      | Pedro Moncayo        |
| APH San Jorge de Patate                  | 215,13         | Tungurahua                     | Patate               |
| APH Teligote                             | 198,10         | Tungurahua                     | San Pedro de Pelileo |
| APH Quinllunga de San Simón - Guaranda   | 556,58         | Bolívar                        | Guaranda             |
| APH Santa Elena                          | 166,50         | Cotopaxi                       | Latacunga            |
| APH Simiatug                             | 4.092,78       | Bolívar                        | Guaranda             |
| APH Aquepi                               | 1574,91        | Santo Domingo de los Tsáchilas | Santo Domingo        |
| APH Aguarico, Chingual y Cofanes         | 101.017,71     | Sucumbíos                      | Sucumbíos            |
| APH Aguarico, Chingual y Cofanes         | 101.017,71     | Sucumbíos                      | Gonzalo Pizarro      |
| APH Aguarico, Chingual y Cofanes         | 101.017,71     | Carchi                         | Tulcán               |
| APH Cuturiví Chico                       | 913,93         | Cotopaxi                       | Pujilí               |
| APH Río Suno                             | 2.021,57       | Orellana                       | Loreto               |
| APH Otavalo - Mojanda                    | 1836,56        | Imbabura                       | Otavalo              |
| APH Atacazo                              | 953,19         | Pichincha                      | Mejía                |
| APH Shaushi - Pueblo Viejo - San Vicente | 174,51         | Tungurahua                     | Quero                |
| APH Flor del Valle                       | 3.663,73       | Sucumbíos                      | Gonzalo Pizarro      |
| APH Verdún                               | 8.096,72       | Loja                           | Catamayo             |
| APH Balsa Tumbada                        | 400,51         | Manabí                         | Junín                |
| APH El Pangui                            | 4.212,80       | Zamora Chinchipe               | El Pangui            |
| APH Yantzanza                            | 3.174,65       | Zamora Chinchipe               | Yantzaza             |
| APH Retén Ichubamba                      | 4.493,59       | Chimborazo                     | Guamote              |
| APH Imantag                              | 1.685,32       | Imbabura                       | Cotacachi            |
| APH El Airo - Tundurama                  | 2.511,75       | Loja                           | Espíndola            |
| APH Pisaca                               | 2.452,96       | Loja                           | Paltas               |
| APH Sur del Ecuador                      | 61.182,41      | Loja                           | Loja                 |
| APH Sur del Ecuador                      | 61.182,41      | Loja                           | Saraguro             |
| APH Sur del Ecuador                      | 61.182,41      | El Oro                         | Portovelo            |
| APH Sur del Ecuador                      | 61.182,41      | El Oro                         | Zaruma               |
| APH Sur del Ecuador                      | 61.182,41      | El Oro                         | Chilla               |
| APH Polo Polo                            | 3.258,52       | Loja                           | Celica               |
| APH Polo Polo                            | 3.258,52       | Loja                           | Pindal               |
| APH Baquerizo Moreno                     | 406,09         | Tungurahua                     | Santiago de Píllaro  |
| APH San Pedro - Zambi - Guayquichuma     | 11.562,25      | Loja                           | Catamayo             |